# Pentapycnon bouvieri
Pentapycnon bouvieri är en havsspindelart som beskrevs av Pushkin, A.F. 1993. Pentapycnon bouvieri ingår i släktet Pentapycnon och familjen Pycnogonidae.
Artens utbredningsområde är Södra Ishavet. Inga underarter finns listade i Catalogue of Life.